# Kis fenyvescincér
A kis fenyvescincér (Monochamus sutor) a rovarok (Insecta) osztályának a bogarak (Coleoptera) rendjéhez, ezen belül a mindenevő bogarak (Polyphaga) alrendjéhez és a  cincérfélék (Cerambycidae) családjához tartozó faj.

## Elterjedése
A kis fenyvescincér Közép-Európa középhegységeiben és az Alpokban honos. Elterjedt faj, korábban gyakoribb volt.

## Megjelenése
A kis fenyvescincér 1,5−2,5 centiméter hosszú. Teste egyöntetű fekete, gyengén fémesen fénylik, szemcsésen pontozott. Csápja rendkívül hosszú.
|  |

## Életmódja
A kis fenyvescincér a magasabb fekvésű területek zárt fenyveseiben él, a síkvidékeket kerüli. A lárva a fa rostjaival, az imágó virágporral vagy sebesült fák kifolyó nedveivel táplálkozik.

## Szaporodása
A nőstény az erdeifenyő és a lucfenyő kérgébe tölcsér alakú lyukakat rág, melyek mindegyikébe egy-egy petét helyez. A kikelő lárva a kéreg alá, majd később a fatestbe fúrja be magát, és széles, szabálytalanul vezetett járataival a fát iparilag értéktelenné teszi. Első évben a fában telel át; a második évben bábbölcsőt készít, amelyben a telet tölti, és a következő tavasszal bebábozódik.

## Rokon fajok
Közép-Európában 4 fenyvescincér-faj él, közülük Magyarországon a nagy fenyvescincér (Monochamus sartor) a leggyakoribb.